# Pèrdues humanes a les Guerres Napoleòniques
Les Guerres Napoleòniques (1799-1815), provocaren les següents pèrdues humanes de forma directa i indirecta:
NOTA: El llistat de morts inclou els morts en combat o per altres motius com malalties, ferides, inanició, fred, ofegament, foc amic, atrocitats, etc.

## Primer Imperi Francès
- 400.000 morts en combat[1]
- 600.000 morts per altres motius[2]
- 1.000.000 morts o desapareguts en total

## Països enemics delPrimer Imperi Francès, Coaliats
- 400.000 russos morts o desapareguts
- 400.000 alemanyes morts o desapareguts
- 200.000 austríacs morts o desapareguts
- 300.000 espanyols morts o desapareguts[3][4]
- 200.000 britànics morts o desapareguts[5][a]

## Total de morts i desapareguts en les Guerres Napoleòniques
- 2.500.000 militars a Europa
- 1.000.000 de civils a Europa i a les colònies franceses d'ultramar[6]

És necessari tenir en compte que aquestes xifres poden estar subjectes a considerables variacions. Erik Durschmied, en el seu llibre El Factor Hinge, proporciona una xifra d'1.400.000 militars francesos morts per a totes les causes. Posteriorment, Adam Zamoyskivol estima al voltant de 400.000 soldats russos morts únicament a la campanya de 1812.Plantilla:Who Aquesta xifra ha estat revisada també per altres fonts. Les baixes civils a la campanya de 1812 foren probablement comparables a les militars. Alan Schom parla d'una xifra d'uns 3 milions de militars morts a les guerres i aquesta xifra és la que sovint s'ha acceptat més.
Hom creu que més de 500.000 francesos varen morir a Rússia l'any 1812, i entre 250.000 i 300.000 francesos varen morir a la península Ibèrica entre els anys 1808 i 1814, el que suma un total de 750.000 homes, als que s'ha d'afegir altres centenars de milers de francesos morts a les altres campanyes. Probablement, al voltant de 150.000 o 200.000 francesos varen morir a les campanyes alemanyes de 1813. Per tant, sembla clar que els nombres que es proporcionen ofereixen una estimació molt conservadora del conjunt de baixes en els conflictes napoleònics.
És impossible fer una estimació aproximada del nombre de civils morts. Malgrat que els militars morts se situen de forma invariable entre els 2,5 i els 3,5 milions, el cost en vides civils varia entre els 750.000 i els 3 milions. Així doncs, les estimacions sobre el nombre total de morts entre militars i civils pot variar des dels 3.250.000 fins als 6.500.000 morts.